# Saint-Hilaire-Fontaine
Saint-Hilaire-Fontaine là một xã của tỉnh Nièvre, thuộc vùng Bourgogne-Franche-Comté, miền trung nước Pháp.